# Мальдівська кухня

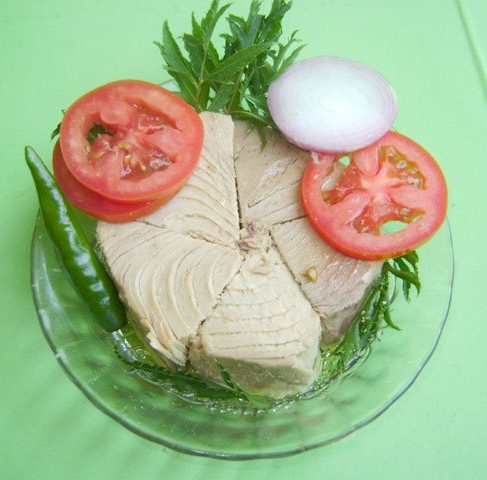
Тунець, один із основних інгредієнтів в багатьох стравах.

Мальдівська кухня - це національна кухня народу, що проживає на Мальдівських островах. Ця кухня запозичила багато індійських і арабських традицій. Її не можна уявити без трьох основних інгредієнтів: кокосовий горіх, риба і рис.

## Кокосовий горіх
М'якоть дозрілого кокосового горіха використовується для приготування кокосового молока і кокосового масла.
Кокосове молоко, що виробляється з м'якоті кокосового горіха, використовують для приготування десертів і жирних соусів, а також в супах і других стравах. Кокосове масло застосовується для приготування начинок у вафельні торти і у виробництві маргарину.

## Риба
У приготуванні рибних страв на Мальдівах найчастіше використовують тунця, у свіжому або сушеному вигляді. З нього готують найулюбленішу страву мальдівців — тунець із рисом, приправлений різними соусами і перцем. Як легкий підобід популярні: шматочки риби в соусі чилі, пиріжки з рибою і спеціями, а також риба смажена в олії.
На сніданок жителі островів їдять масхуни – суміш тунця, цибулі, кокосового горіха і чилі.

## Рис
Рис є важливим складником у мальдівській кухні, він використовується як основа. Його їдять вареним, а з борошна роблять роші — місцевий хліб, який подають разом з рибним коктейлем, приправленим цибулею, чилі і лаймом.
Також рис подають до популярної на Мальдівах страви — гарудіа — суп із сухої копченої риби.

## Каррі

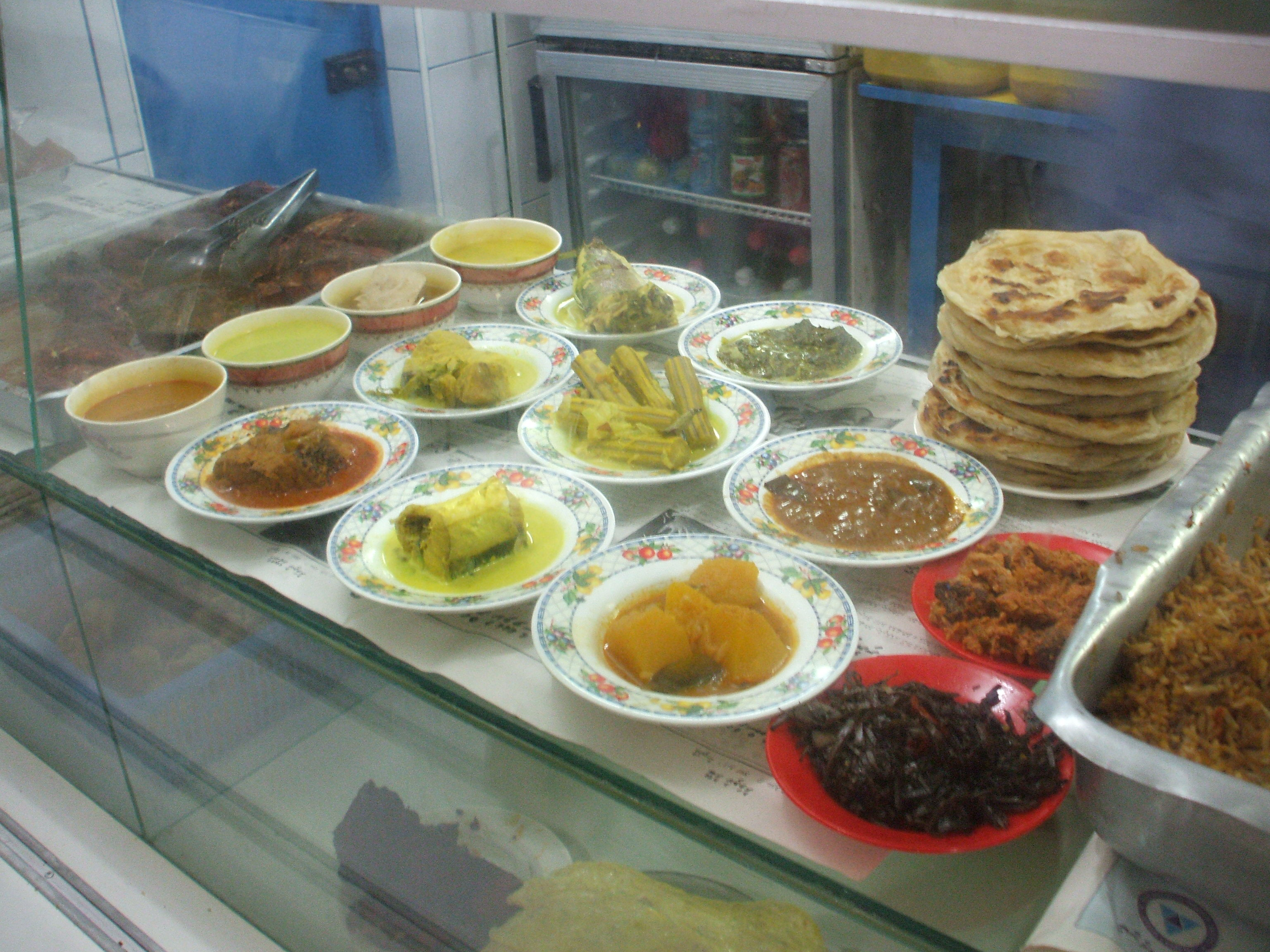
Різні каррі і місцевий хліб.

На Мальдівських островах каррі готують із тунця з додаванням приправ. Також широко поширене каррі з овочів, таких як баклажан і гарбуза, з додаванням зелених бананів та листя деяких рослин.
У святкові дні вживають каррі із курячого м'яса з різними приправами.

## Десерт
Головний десерт — бонді — білі кокосові палички, а також різні фруктові салати.

## Напої
Жителі Мальдівських островів в основному п'ють зелений чай, котрий вживається з великою кількістю молока і цукру. Також жителі втамовують спрагу соком або місцевим солодким молоком кіру сарбат, а із ферментованого кокосового молока роблять слабоалкогольний напій гаа.